# Franciade
Pour les articles homonymes, voir La Franciade et District de Franciade.
Dans le calendrier républicain (ou calendrier révolutionnaire), la franciade est la période de quatre ans au bout de laquelle il faut ajouter un jour à l'année civile pour qu'elle reste alignée avec l'année tropique (environ 365 jours un quart).
La franciade fut définie en 1793 dans l'article dix du Décret de la Convention nationale sur l'Ere, le commencement et l'organisation de l'Année, et sur les noms des Jours et des Mois, comme suit :

« La période de quatre ans, au bout de laquelle cette addition d'un jour est ordinairement nécessaire, est appelée la franciade, en mémoire de la révolution qui, après quatre ans d'efforts, a conduit la France au gouvernement républicain. »

Par l'appellation, Romme veut que ce cycle s'inspire de l'olympiade.
Le jour ajouté à la fin des jours complémentaires s'appelle alors le « jour de la révolution ».
Franciade fut aussi le nom donné à Saint-Denis (Seine-Saint-Denis) de 1793 à 1800, et au district de Franciade, subdivision du département de Paris de 1793 à 1795, mais aussi à la rue de Franciade, à la rue du Faubourg-Franciade et à la barrière Franciade.